# Alexander Maria Wagner
Alexander Maria Wagner (* 31. März 1995 in Straubing) ist ein deutscher Komponist und Pianist.

## Leben
Alexander Maria Wagner begann das Klavierspiel mit vier Jahren, zeigte mit sechs Talent zur Improvisation und mit sieben zur Komposition. Er besuchte als Sänger der Regensburger Domspatzen deren Gymnasium und wurde ab 2007 von Franz Hummel in Klavier und Komposition ausgebildet. Außerdem unterrichteten ihn Tristan Murail, Reinhard Febel und Kenneth Hesketh. Im Alter von 14 Jahren komponierte er die Sinfonie „Kraftwerk“, für die er den Anerkennungspreis der Regensburger Kulturstiftung der REWAG erhielt.
2013 begann er ein Studium am Salzburger Mozarteum. Wichtige künstlerische Impulse verdankt er Pavel Gililov und Theodor Breu (Conservatoire Rachmaninoff, Paris). Ab 2019 führte er sein Studium mit einem Leverhulme Arts-Stipendium am Royal College of Music in London weitere zwei Jahre fort.
Im Herbst 2013 schrieb er die Bühnenmusik zu Wagners Hirn, einem Theaterstück von Solveig Palm. Anlässlich des 100. Todestages  von Georg Trakl kam das Chorwerk Es weint die Nacht… nach Texten Trakls zur Aufführung.
Im Januar 2016 gab er sein Solo-Debüt im Münchner Herkulessaal. Neben zahlreichen Konzerten in Deutschland führten ihn Engagements nach Österreich, Tschechien, Frankreich und in die Schweiz. 2017 war er Solist einer Einspielung seiner Zweiten Sinfonie und Tschaikovskys 1. Klavierkonzert mit dem Radiosinfonieorchester Moskau. 2018 führte er mit der Jenaer Philharmonie Beethovens 3. Klavierkonzert auf.
Wagner wurde von Fernsehanstalten wie dem BR, WDR, Deutschlandradio Kultur, 3sat und ORF portraitiert. Er arbeitet mit Lukas Metzenbauer als Co-Komponisten (Operette Café Ringelspiel; Couplets Jahrmarkt-King, Text: Franzobel) und der Autorin Helen Brecht (Chanson-Zyklus Arien ohne Vorhang, Traum einer Maschine u. a.) zusammen. Für viele seiner Kompositionen (Triptychon, Rosendorn, Käfer töten) schreibt er eigene Texte.
Im Herbst 2024 gastierte Wagner im Theater Putbus und dem Kulturhaus Marne mit Bachs Goldberg-Variationen und in Neunburg v. Wald mit Mozarts Klavierkonzert KV 488.

## Werkverzeichnis (Auszug)

### Werke für Klavier
- Die Kinder von Tschernobyl (2009)
- Erste Sonate für Klavier (2010)
- Fünf Klavierstücke (2012)
- Les-Adieux Burleske (2013)
- Inferno (2014)
- Intime Briefe (Fantasie nach Janáčeks  2. Streichquartett) (2014)
- Rhapsotüde für Klavier (2016)

### Orchesterwerke
- Erste Sinfonie „Kraftwerk“ (2009) für großes Orchester
- Zweite Sinfonie (2016) für großes Orchester

### Vokal-, Instrumental- und weitere Werke
- „Es weint die Nacht“ (2012) für gemischten Chor nach Texten von Georg Trakl
- Bühnenmusik zu „Wagners Hirn“ (2013), Schauspiel von Solveig Palm über Richard Wagner
- Erstes Streichquartett „Die Verstimmung der Welt“ (2014)
- Die Sonne sinkt (2014) für sechs Stimmen nach einem Text von Friedrich Nietzsche
- „Suite comique“ für diverse Besetzungen (2016)

## Diskografie
- Alexander Maria Wagner – Symphonie Nr. 1 „Kraftwerk“ u. a.. OehmsClassics 2012 (OC858)
- Bach, Schumann, Wagner – Alexander Maria Wagner. TYXart 2014 (TXA14040)
- The Moscow Recording – Tschaikowsky: Klavierkonzert Nr.1 b-Moll op. 23; Alexander M. Wagner: Sinfonie Nr. 2. TYXart 2017 (TXA17096)